# William G. Fricke House
La William G. Fricke House est une maison de l'architecte américain Frank Lloyd Wright, située à Oak Park (juste à l'ouest de Chicago), dans l'État de l'Illinois (États-Unis).

## Historique
William G. Fricke a commandé la maison en 1901 et elle a été achevée l'année suivante, en 1902.
Wright a conçu la maison pendant son bref partenariat avec l'architecte Webster Tomlinson. Le client, William G. Fricke, était un associé de la société de fournitures scolaires Weber, Costello, Fricke.
La maison appartient depuis 2004 à Dawn et Ed McGee.

## Description
Wright a utilisé dans le bâtiment des éléments qui apparaîtront dans ses maisons de style Prairie : une nappe phréatique élevée, des bandes horizontales, des avant-toits en surplomb, des toits en croupe peu profonds et un extérieur avec une quantité importante de stuc.
Wright mettait généralement l'accent sur l'horizontalité dans la conception de ses maisons, mais la maison Fricke est différente car elle comporte une tour de trois étages et des masses géométriques étagées qui confèrent au bâtiment une apparence verticale.

### Lectures complémentaires
- Patrick F. Cannon, Hometown Architect: The Complete Buildings of Frank Lloyd Wright in Oak Park and River Forest, Illinois, Pomegranate, 2006, 75–8 p. (ISBN 978-0-7649-3746-0, lire en ligne)
- Bruce Brooks Pfeiffer, Peter Gossel et Frank Lloyd Wright, Frank Lloyd Wright, 1867-1959: Building for Democracy, Taschen, 2004, 19 p. (ISBN 978-3-8228-2757-4, lire en ligne)